# Whakapohai (fleuve)
Le fleuve Whakapohai  (anglais : Whakapohai River) est un cours d’eau de la région de la West Coast de l’Île du Sud de la Nouvelle-Zélande .

## Géographie
Il s’écoule vers le nord-ouest  pour atteindre la Mer de Tasman  à l’ouest du Lac Moeraki.